# Nidella coomani
Nidella coomani là một loài bọ cánh cứng trong họ Cerambycidae.